# Nicolas Seube
Nicolas Seube (Tolosa, 11 agosto 1979) è un allenatore di calcio ed ex calciatore francese, di ruolo difensore.

## Carriera
Nel 2013 supera il record di partite professionistiche da giocatore del Caen.

## Palmarès

### Club

#### Competizioni nazionali
- Ligue 2: 1

Caen: 2009-2010